# Магазин (военный склад)

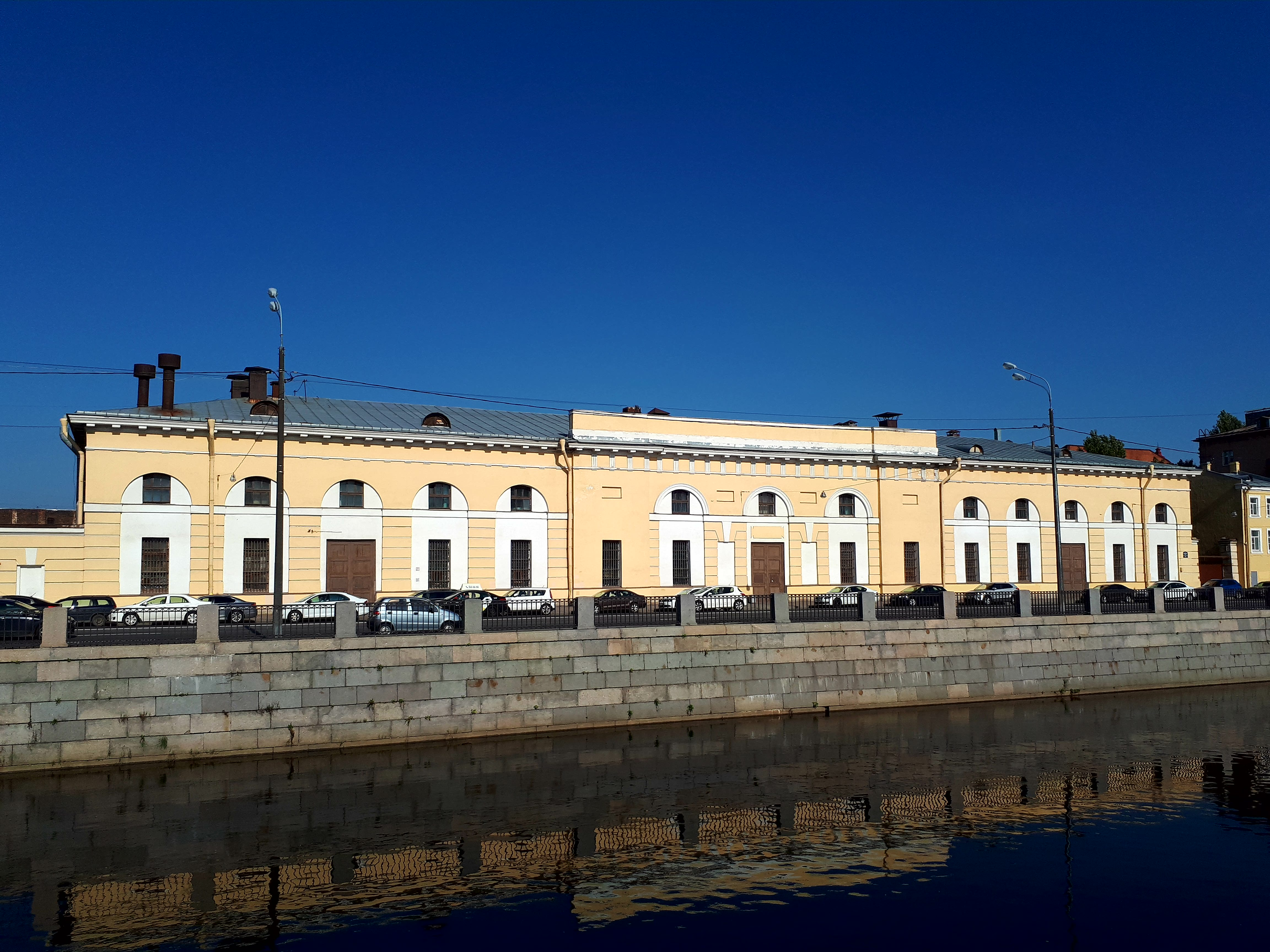
Измайловские провиантские магазины

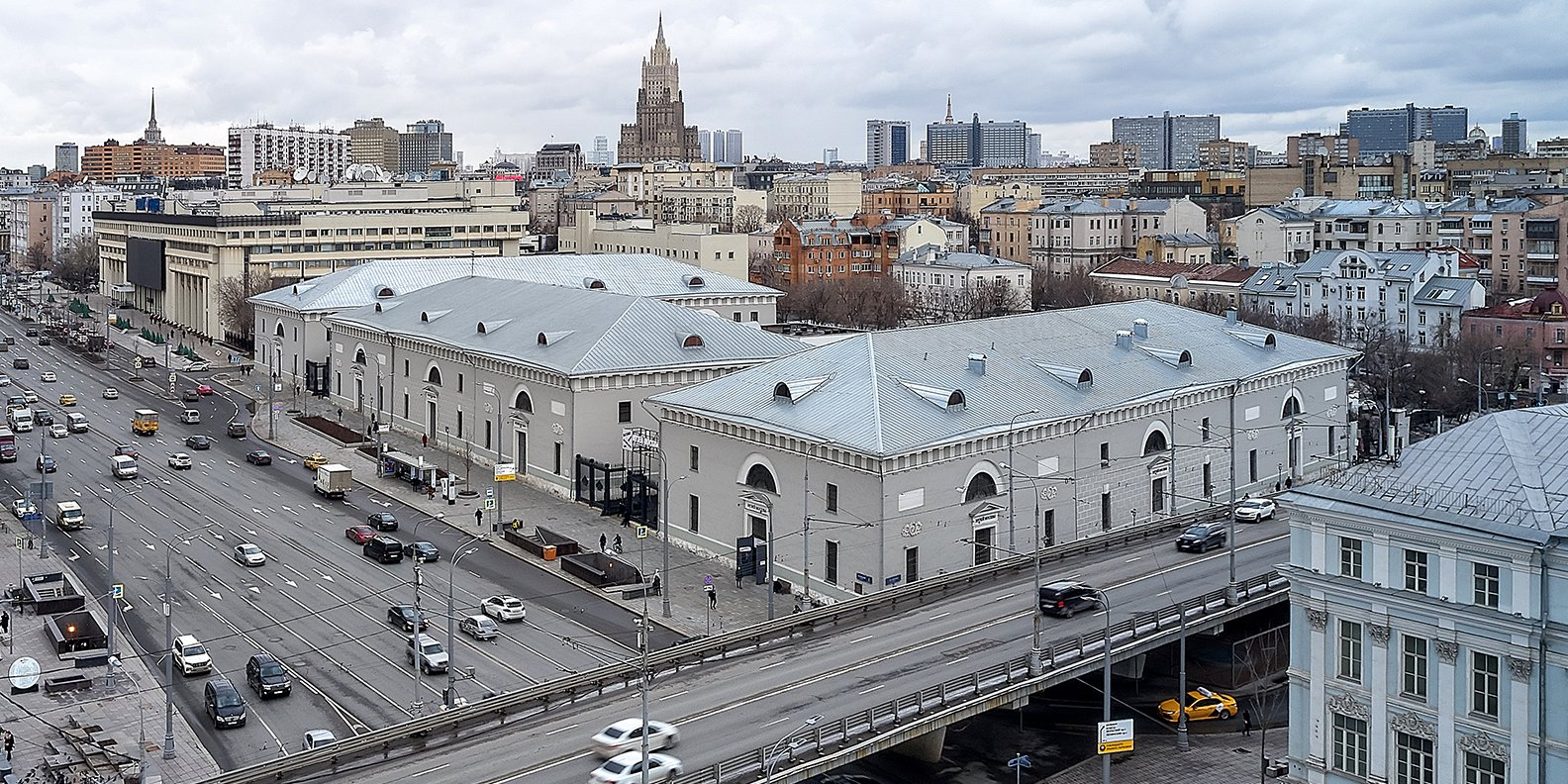
Провиантские склады

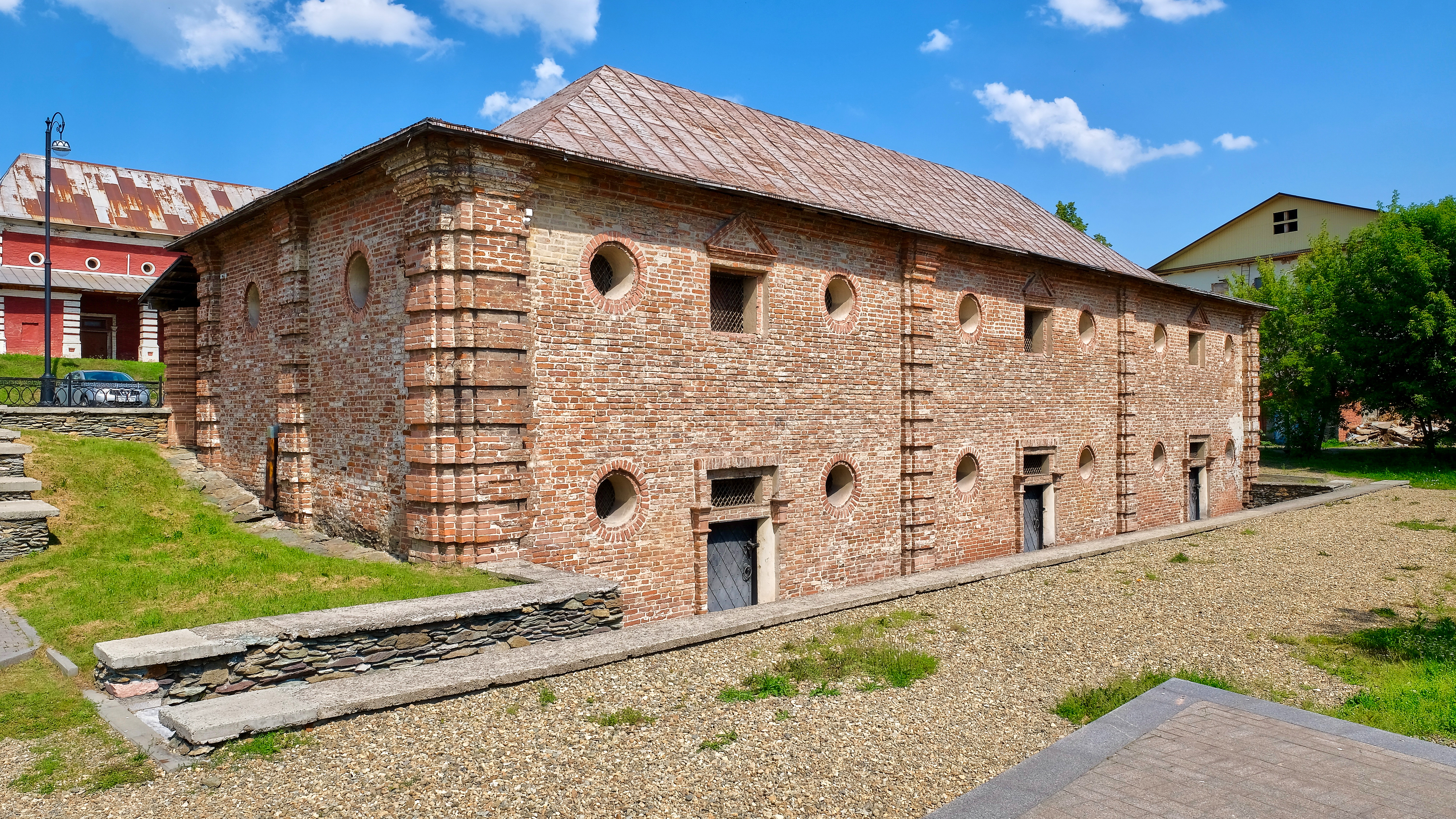
Нижний провиантский демидовский склад

Магазин; также магазейн, провиантский магазин, интендантский магазин (араб. مخزان‎ [machzān] — склад) — военный склад для нужд снабжения формирования вооружённых сил (ВС).
Смотритель сухопутного казённого магазина, из нижних чинов вооружённых сил России — Магазинвахтер. В другом источнике указано что нижний чин интендантского ведомства при вещевых складах и продовольственных магазинах — Вахтёр (нем. Wächter, то есть — надсмотрщик, сторож). В его обязанности вменялось выветривание и счёт припасов, присутствие при приёме и отпуске их, сохранение припасов в целости, чистота и опрятность в магазинах, надзор за рабочими при укладке припасов. На должность «Вахтёр» назначались военнослужащие надёжного поведения и делились они на старших и младших. Ранее, провиантский магазин в военном деле Русского государства назывался житный двор (смотрите Житный приказ).

## История
Система (Магазинная система) снабжения (обеспеченья) вооружённых сил (гвардии, армии, флота и так далее) в мирное и военное время посредством специально организованных магазинов возникает и развивается параллельно с возникновением постоянного войска (вооружённых сил). Создание магазинов было необходимо для удержания военнослужащих (солдат, гренадер, драгун, рейтар, гусар, матросов и так далее) от дезертирства, часто вызванного хроническим недоеданием, а также от мародёрства. Кроме того, выдача продовольствия по нормам в соответствии с заявленной численностью войсковых и флотских формирований была призвана предотвратить бессмысленную порчу и разбазаривание последнего. Магазины, как и оружейные арсеналы, располагались в крепостях, являвшихся, таким образом, центрами ведения войны. На флоте в магазины переводили устаревшие корабли, например «Трёх Иерархов» и другие.
Военные магазины для хранения припасов для формирований вооружённых сил, были постоянные (сформированные в мирное время) и временные (учреждаемые в военное время).
Магазины подразделялись, по видам и типам имущества на:
- провиантские[3] (продовольственные[4][5]);
- вещевые[4];
- завозные[4][4];
- артиллерийские[4];
- пороховые[4], магазины в крепостях, для хранения запаса пороха ёмкостью до 12 000 пудов;
- фуражные;
- боевых припасов;
- медицинского и ветеринарного довольствия[6][7], назывались в России — Аптечные магазины, и были предназначены для снабжения войск, сил и лечебных заведений военно-сухопутного и морского ведомств, а отчасти и мест гражданского управления медикаментами, припасами, посудою и другими аптечными предметами медицинского и ветеринарного довольствия;
- экипажеские[8] — склады различных материалов и припасов для снабжения кораблей (военных судов) при вооружении и снаряжении их в кампанию, заведующий магазином чиновник называется экипажмейстер.

Временные магазины, для тылового обеспеченья маршевых формирований, устраивались в военное время при устройстве коммуникационной линии (КЛ) на военной дороге, при этом КЛ разделяли на этапы величиной в один переход (20 — 30 верст). На каждом этапе сформировывался этапный пункт где устраивалась станция, состоящая из наскоро укреплённого поста, магазина обуви, одежды и продовольственных запасов и госпиталя, под прикрытием небольшого гарнизона войск. На железной дороге этапным пунктом служила железнодорожная станция в месте дислокации формирований корпуса. На этой станции устраивается «обширный магазин» (называемый у немцев «запасным магазином» — Ersatzmagazin). Далее, ближе к государственной границе, устраивались «сборные магазины» (тоже на больших железнодорожных станциях, на узлах сухопутных и речных сообщений), в которых постоянно должны находиться налицо 5 — 6-дневные запасы для полевой армии.

## Комплексы магазинов
Дошедшие до нас сооружения комплексов постоянных магазинов, как правило, были выполнены из камня или кирпича и отличались монументальностью, ниже представлены некоторые из них (почтовый адрес):
- Санкт-Петербургский магазин (Обуховской Обороны проспект, дом № 28). Архитектор Стасов В. П..
- Харьковский магазин — историческое здание XVIII века в Харькове.
- Московский магазин — комплекс зданий XIX века в историческом центре Москвы.
- Нижнетагильский магазин — комплекс исторических зданий XVIII века в историческом центре Нижнего Тагила:
  - Верхний магазин,
  - Нижний магазин.
- Измайловский магазин (Санкт-Петербург).
- Динабургский магазин (Динабург).